# (1672) Gezelle
(1672) Gezelle es un asteroide que forma parte del cinturón de asteroides y fue descubierto por Eugène Joseph Delporte desde el Real Observatorio de Bélgica, Uccle, el 29 de enero de 1935.

## Designación y nombre
Gezelle se designó al principio como 1935 BD.
Más tarde fue nombrado en honor del escritor belga Guido Gezelle (1830-1899).

## Características orbitales
Gezelle orbita a una distancia media del Sol de 3,176 ua, pudiendo alejarse hasta 4,047 ua. Su inclinación orbital es 1,062° y la excentricidad 0,274. Emplea 2068 días en completar una órbita alrededor del Sol.